# Athlétisme aux Jeux du Pacifique de 2019
Navigation
Port Moresby 2015 2023
Les épreuves d’athlétisme des Jeux du Pacifique de 2019 se déroulent du 15 au 20 juillet 2019 à Apia, aux Samoa. Elles se déroulent au sein de l’Apia Park comme lors des Jeux du Pacifique Sud de 2007. Apia les organise en effet pour la 3e fois.
Elles devaient au départ se dérouler à Nukuʻalofa aux Tonga qui a renoncé en mai 2017.

## Résultats

### Hommes
| Épreuve                  | Or                                                                                 | Or                             | Argent                                                                   | Argent                   | Bronze                                                                       | Bronze                   |
| ------------------------ | ---------------------------------------------------------------------------------- | ------------------------------ | ------------------------------------------------------------------------ | ------------------------ | ---------------------------------------------------------------------------- | ------------------------ |
| 100 m (vent : - 0,8 m/s) | Banuve Tabakaucoro Fidji                                                           | 10 s 31                        | Jeremy Dodson Samoa                                                      | 10 s 48                  | Kelvin Masoe Samoa                                                           | 10 s 56                  |
| 200 m (vent : - 1,0 m/s) | Banuve Tabakaucoro Fidji                                                           | 20 s 87                        | Jeremy Dodson Papouasie-Nouvelle-Guinée                                  | 20 s 91                  | Theo Piniau Papouasie-Nouvelle-Guinée                                        | 21 s 70                  |
| 400 m                    | Steven Solomon Australie                                                           | 45 s 62                        | Danie Baul Papouasie-Nouvelle-Guinée                                     | 47 s 31                  | Benjamin Aliel Papouasie-Nouvelle-Guinée                                     | 47 s 63                  |
| 800 m                    | Alex Beddoes Îles Cook                                                             | 1 min 53 s 18                  | Ephraim Lerkin Papouasie-Nouvelle-Guinée                                 | 1 min 53 s 78            | Petero Veitaqomaki Fidji                                                     | 1 min 54 s 72            |
| 1 500 m                  | Alex Beddoes Îles Cook                                                             | 4 min 03 s 13                  | Messach Fred Papouasie-Nouvelle-Guinée                                   | 4 min 06 s 09            | Petero Veitaqomaki Fidji                                                     | 4 min 07 s 10            |
| 5 000 m                  | Samuel Aragaw Polynésie française                                                  | 15 min 45 s 54                 | Avikash Lal Fidji                                                        | 15 min 48 s 93           | James Gundu Papouasie-Nouvelle-Guinée                                        | 15 min 57 s 00           |
| 10 000 m                 | Simbai Kapsar Papouasie-Nouvelle-Guinée                                            | 33 min 34 s 90                 | Siune Kagl Papouasie-Nouvelle-Guinée                                     | 33 min 36 s 86           | James Gundu Papouasie-Nouvelle-Guinée                                        | 33 min 39 s 01           |
| 110 m haies              | Mosese Foliaki Tonga                                                               | 14 s 52                        | Talatala Po'oi Tonga                                                     | 14 s 55                  | Kolone Alefosio Samoa                                                        | 14 s 88                  |
| 400 m haies              | Ian Dewhurst Australie                                                             | 50 s 86                        | Daniel Baul Papouasie-Nouvelle-Guinée                                    | 51 s 80                  | Ephraim Lerkin Papouasie-Nouvelle-Guinée                                     | 52 s 82                  |
| 3 000 m steeple          | Simbai Kapsar Papouasie-Nouvelle-Guinée                                            | 9 min 37 s 14                  | Sapolai Yao Papouasie-Nouvelle-Guinée                                    | 10 min 14 s 17           | Andipas Georasi Papouasie-Nouvelle-Guinée                                    | 10 min 16 s 44           |
| 4 x 100 m                | Fidji Albert Miller Jr Tony Lemeki Jim Colasau Banuve Tabakaucoro                  | 40 s 18                        | Samoa Shupeng Ah Vui, Kelvin Masoe, Kolone Alefosio, Jeremy Dodson       | 40 s 26                  | Papouasie-Nouvelle-Guinée Linus Kuravi, Thoa Ora, Manoka John, Michael Penny | 41 s 34                  |
| 4 x 400 m                | Papouasie-Nouvelle-Guinée Benjamin Aliel Emmanuel Wanga Shadrick Tansi Daniel Baul | 3 min 13 s 06                  | Fidji Meli Romuakalou, Petero Veitaqomaki, Samuela Railoa, Kameli Ravuci | 3 min 15 s 98            | Vanuatu Tikie Mael, Andrew Mahitattan, Obediah Timbaci, Nathan Kalman        | 3 min 17 s 90            |
| Semi-marathon            | Avikash Lal Fidji                                                                  | 1 h 12 min 06 s                | Samuel Aragaw Polynésie française                                        | 1 h 14 min 23 s          | Derek Mandell Guam                                                           | 1 h 15 min 05 s          |
| Longueur                 | Kelvin Masoe Samoa                                                                 | 7.65 m (vent : - 2,2 m/s) (NR) | Marvin Delaunay-Belleville Nouvelle-Calédonie                            | 7.27 m (vent : -2,0 m/s) | Peniel Richard Papouasie-Nouvelle-Guinée                                     | 7.01 m (vent : -2,6 m/s) |
| Triple saut              | Eugene Vollmer Fidji                                                               | 15,53 m                        | Peniel Richard Papouasie-Nouvelle-Guinée                                 | 15,51 m                  | Ulric Buama Nouvelle-Calédonie                                               | 14,45 m                  |
| Hauteur                  | Mosese Foliaki Tonga                                                               | 2,06 m (NR)                    | Malakai Kaiwalu Fidji Peniel Richard Papouasie-Nouvelle-Guinée           | 1.99 m                   | Non décerné                                                                  | -                        |
| Perche                   | Éric Reuillard Nouvelle-Calédonie                                                  | 4,60 m                         | Timona Poareu Polynésie française                                        | 4.60 m                   | Kaisa Pakileata Tonga                                                        | 3.50 m                   |
| Lancer du poids          | Mustafa Fall Fidji                                                                 | 17,75 m (NR)                   | Tumatai Dauphin Polynésie française                                      | 17,40 m                  | Nathaniel Sulupo Samoa                                                       | 16,07 m                  |
| Lancer du disque         | Stephen Mailagi Wallis-et-Futuna                                                   | 50,03 m                        | Selevasio-Ryan Valao Wallis-et-Futuna                                    | 49,54 m                  | Nathaniel Sulupo Samoa                                                       | 48,03 m                  |
| Lancer du marteau        | Erwan Cassier Nouvelle-Calédonie                                                   | 57,19 m                        | Petelo Toto Nouvelle-Calédonie                                           | 54,85 m                  | Debono Paraka Papouasie-Nouvelle-Guinée                                      | 36,57 m                  |
| Javelot                  | Felise Vaha'i-Sosaia Wallis-et-Futuna                                              | 62,41 m                        | Laurence Faapoi Tasi Samoa                                               | 53,53 m                  | Lakona Gerega Papouasie-Nouvelle-Guinée                                      | 52,72 m                  |
| Décathlon                | Florian Geffrouais Nouvelle-Calédonie                                              | 7 419 points                   | Karo Iga Papouasie-Nouvelle-Guinée                                       | 6 643 points             | Timona Poareu Polynésie française                                            | 6 521 points             |

### Femmes
| Épreuve                       | Or                                                                        | Or                        | Argent                                                                      | Argent                    | Bronze                                                            | Bronze                    |
| ----------------------------- | ------------------------------------------------------------------------- | ------------------------- | --------------------------------------------------------------------------- | ------------------------- | ----------------------------------------------------------------- | ------------------------- |
| 100 m (vent : - 0,4 m/s)      | Toea Wisil Papouasie-Nouvelle-Guinée                                      | 11 s 56                   | Heleina Young Fidji                                                         | 11 s 82                   | Leonie Beu Papouasie-Nouvelle-Guinée                              | 10 s 94                   |
| 200 m (vent : - 2,4 m/s)      | Toea Wisil Papouasie-Nouvelle-Guinée                                      | 23 s 45                   | Heleina Young Fidji                                                         | 24 s 01                   | Leonie Beu Papouasie-Nouvelle-Guinée                              | 24 s 40                   |
| 400 m                         | Toea Wisil Papouasie-Nouvelle-Guinée                                      | 53 s 90                   | Leonie Beu Papouasie-Nouvelle-Guinée                                        | 55 s 71                   | Hereiti Bernardino Tahiti                                         | 56 s 35                   |
| 800 m                         | Keely Small Australie                                                     | 2 min 10 s 53             | Donna Koniel Papouasie-Nouvelle-Guinée                                      | 2 min 14 s 17             | Jenny Albert Papouasie-Nouvelle-Guinée                            | 2 min 16 s 30             |
| 1 500 m                       | Poro Gahekave Papouasie-Nouvelle-Guinée                                   | 4 min 42 s 4 (PB)         | Genina Criss Guam                                                           | 4 min 51 s 36             | Lyanne Tibu Papouasie-Nouvelle-Guinée                             | 4 min 52 s 04             |
| 5 000 m                       | Poro Gahekave Papouasie-Nouvelle-Guinée                                   | 18 min 27 s 46 (PB)       | Mary Tenge Papouasie-Nouvelle-Guinée                                        | 19 min 14 s 50            | Dianah Matekali Îles Salomon                                      | 19 min 31 s 38            |
| 10 000 m                      | Sharon Firisua Îles Salomon                                               | 41 min 19 s 92            | Margaret Kuras Vanuatu                                                      | 42 min 14 s 65            | Dianah Matekali Îles Salomon                                      | 42 min 27 s 90            |
| 100 m haies (vent : +0,1 m/s) | Brianna Beahan Australie                                                  | 13 s 17                   | Adrine Monagi Papouasie-Nouvelle-Guinée                                     | 13 s 99                   | Esther Wejieme Nouvelle-Calédonie                                 | 14 s 25                   |
| 400 m haies                   | Donna Koniel Papouasie-Nouvelle-Guinée                                    | 1 min 0 s 14              | Ana Kaloucava Balevecau Fidji                                               | 1 min 1 s 1 (NR)          | Annie Topal Papouasie-Nouvelle-Guinée                             | 1 min 2 s 39              |
| 3 000 m steeple               | Poro Gahekave Papouasie-Nouvelle-Guinée                                   | 11 min 38 s 42            | Mary Tenge Papouasie-Nouvelle-Guinée                                        | 11 min 59 s 25            | Alison Bowman Guam                                                | 12 min 15 s 65            |
| 4 x 100 m                     | Fidji Younis Bese Elenani Tinai Makereta Naulu Heleina Young              | 45 s 76                   | Papouasie-Nouvelle-Guinée Adrine Monagi Leonie Beu Nancy Malamut Toea Wisil | 45 s 97 (NR)              | Vanuatu Roslyn Nalin Lyza Malres Lesbeth Kalopong Nerry Bongnaim  | 50 s 34                   |
| 4 x 400 m                     | Papouasie-Nouvelle-Guinée Leonie Beu Isilia Apkup Donna Koniel Toea Wisil | 3 min 44 s 86             | Fidji Heleina Young Ana Baleveicau Serenia Ragatu Elenani Tinai             | 3 min 46 s 72             | Vanuatu Valentine Hello Lesbeth Kalopong Lyza Malres Roslyn Nalin | 3 min 59 s 54             |
| Semi-marathon                 | Margaret Kuras Vanuatu                                                    | 1 h 29 min 55 s           | Dianah Matekali Îles Salomon                                                | 1 h 30 min 10 s           | Sharon Firisua Îles Salomon                                       | 1 h 32 min 36 s           |
| Longueur                      | Rellie Kaputin Papouasie-Nouvelle-Guinée                                  | 6.15 m (vent : +0,0 m/s)  | Annie Topal Papouasie-Nouvelle-Guinée                                       | 5.68 m (vent : +1,3 m/s)  | Lyza Malres Vanuatu                                               | 5,55 m (vent : +0,7 m/s)  |
| Triple saut                   | Annie Topal Papouasie-Nouvelle-Guinée                                     | 12,91 m (vent : -3,7 m/s) | Rellie Kaputin Papouasie-Nouvelle-Guinée                                    | 12,44 m (vent : -2,5 m/s) | Candice Richer Polynésie française                                | 14,45 m (vent : -1,8 m/s) |
| Hauteur                       | Shawntell Lockington Tonga                                                | 1,68 m                    | Rellie Kaputin Papouasie-Nouvelle-Guinée                                    | 1,65 m                    | Candice Richer Polynésie française                                | 1,59 m                    |
| Lancer du poids               | 'Ata Maama Tu'utafaiva Tonga                                              | 16,61 m (PB)              | Nuuausala Tuilefano Samoa américaines                                       | 13,12 m                   | Vaihina Doucet Polynésie française                                | 12,63 m                   |
| Lancer du disque              | Lesly Filituulaga Nouvelle-Calédonie                                      | 45,41 m                   | Tereapii Tapoki Îles Cook                                                   | 44,63 m                   | 'Ata Maama Tu'utafaiva Tonga                                      | 40,39 m                   |
| Lancer du marteau             | Alexandra Hulley Australie                                                | 64,37 m                   | Ellise Takosi Nouvelle-Calédonie                                            | 51,73 m                   | Jacklyn Travertz Papouasie-Nouvelle-Guinée                        | 47,99 m                   |
| Javelot                       | Sharon Toako Papouasie-Nouvelle-Guinée                                    | 47,31 m                   | Linda Selui Nouvelle-Calédonie                                              | 45,49 m                   | Gwoelani Patu Polynésie française                                 | 42,71 m                   |
| Décathlon                     | Elenani Tinai Fidji                                                       | 4 550 points              | Raylynne Kanam Papouasie-Nouvelle-Guinée                                    | 4 101 points              | Edna Boafob Papouasie-Nouvelle-Guinée                             | 3 848 points              |